# Saison 17 de Secrets d'histoire
La dix-septième saison de Secrets d'Histoire est une émission de télévision historique présentée par Stéphane Bern.
Elle est diffusée du 18 janvier au 13 décembre 2023 sur France 3.

## Principe de l’émission
Chaque numéro retrace la vie d'un grand personnage ou d'un évènement important de l'Histoire et met en lumière des lieux hautement emblématiques du patrimoine.
Le reportage est constitué d'images d'archives, d'iconographies, de reconstitutions, ainsi que de visites de différents lieux en lien avec le sujet évoqué. Chaque séquence est entrecoupée d'entretiens avec des spécialistes (historiens, écrivains, archéologues, conservateurs de musée, etc.).

## Liste des épisodes inédits

### L'Homme au masque de fer

#### Description
Ce numéro se penche sur l'énigme de l'Homme au masque de fer, détenu pendant 34 ans dans les prisons du roi Louis XIV et tenu au secret jusqu'à sa mort en détention.
L’émission se penche sur les mystères autour de ce personnage, les nombreuses hypothèses qui existent autour de l’identité de personnage : un amant trop imposant, un fils caché, un ministre trop gourmand, ou encore le frère jumeau du roi Louis XIV.
Elle revient également sur les onze années que le prisonnier passe derrière les murs du Fort royal de l'île Sainte-Marguerite dans le sud de la France.
L'émission décrit enfin la façon dont l'énigme de l'Homme au masque de fer a été traitée dans la littérature, à travers les écrits de Voltaire, Alexandre Dumas ou de Marcel Pagnol, qui ont tous donné la version personnelle de cette affaire.
Il s'agit d'une mise à jour d'une émission qui traitait déjà de ce sujet lors de deuxième saison de l'émission en 2008 alors au format de une heure et diffusé le dimanche après-midi, intitulée Qui se cachait derrière l'homme au masque de fer ?.

#### Première diffusion
- France : 18 janvier 2023

#### Lieux de tournage

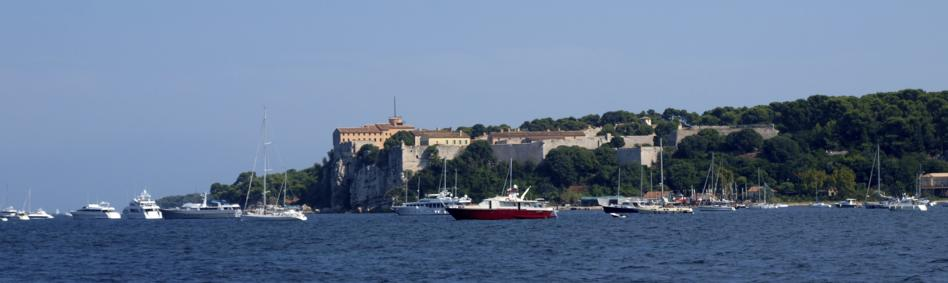
Le fort royal de l'île Sainte-Marguerite, vu de la rade de Cannes.

Parmi les lieux visités par l'émission, on retrouve notamment :
- Le Château de Palteau
- Le Château de Chenonceau
- Le Château de Vaux-le-Vicomte
- Le Musée d'Art et d'Histoire de Langres en Haute-Marne[2]
- Le Fort royal de l'île Sainte-Marguerite[1]

#### Liste des principaux intervenants
- Nicolas Carreau - auteur
- Christophe Roustan Delatour - directeur adjoint des musées de Cannes
- Lucien Bély - historien
- Jean-Christian Petitfils - historien
- Paolo Cozzo - historien
- Michel Vergé-Franceschi - historien
- Luca Patria - historien
- François Royal - conservateur du patrimoine au Service historique de la Défense
- Thierry Berthon - propriétaire du Château de Palteau
- Claude Schopp - biographe d’Alexandre Dumas
- Mira Grebenstein - propriétaire du château Louise de La Vallière
- Hervé Drévillon - historien
- Amélie Lansiaux - guide-conférencière au château de Chenonceau
- Ascanio de Vogüé - directeur général de Vaux-le-Vicomte
- Thierry Sarmant - conservateur général du patrimoine
- Olivier Caumont - conservateur en chef des musées de Langres[1]

### L'amour fou d'Auguste Rodin et Camille Claudel

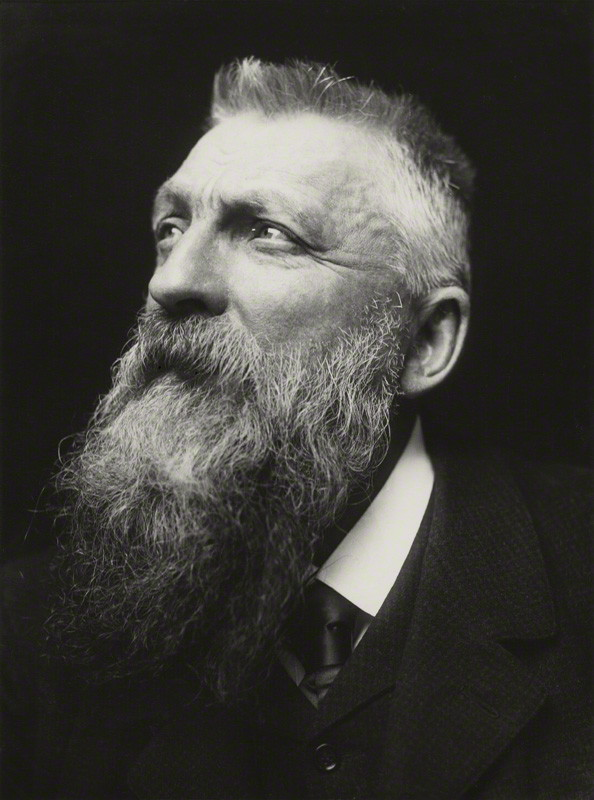
Auguste Rodin en 1902.

#### Description
Ce numéro revient sur l’histoire d’amour impossible entre le sculpteur français Auguste Rodin et la sculptrice française Camille Claudel,.
L'émission retrace la jeunesse d'Auguste Rodin dans un milieu de paysans émigrés à Paris, la façon dont il acquiert une notoriété internationale ainsi que sa rencontre avec d'autres figures historiques comme Georges Clemenceau ou Victor Hugo. Elle revient sur quelques-unes de ses plus célèbres sculptures comme le Penseur, le Monument à Balzac ou encore l’énigmatique Porte de l’enfer.
Elle revient également sur la personnalité de Camille Claudel, présentée comme une femme au fort tempérament.
L'émission propose enfin de découvrir le Château de l'Islette où ces figures de la sculpture française ont entretenu une relation secrète.

#### Première diffusion
- France : 15 février 2023

#### Lieux de tournage
Parmi les lieux visités par l'émission, on retrouve notamment :
- le Château de l'Islette en Indre-et-Loire
- le Musée Rodin
- le Musée Camille-Claudel
- le Musée d'Orsay
- le Musée Bourdelle
- le Musée La Piscine
- le Petit Palais[3]

#### Liste des principaux intervenants
- Véronique Mattiussi - responsable du fonds historique du musée Rodin
- François Blanchetière  - historien, conservateur du patrimoine au musée d’Orsay
- Michel Bernard - écrivain
- Ophélie Ferlier-Bouat - directrice du musée Bourdelle
- Bénédicte Michaud - propriétaire du château de l’Islette
- Maxime Paz - docteur en histoire de l’art
- Christine Lancestremère - conservatrice du patrimoine au musée Rodin
- Gérard Audinet - directeur des Maisons de Victor Hugo
- Yannick Ripa - historienne
- Cécile Bertran - directrice du musée Camille-Claudel
- Bruno Gaudichon - conservateur du musée La Piscine
- Annick Lemoine - directrice du Petit Palais
- Nadine Lehni - conservatrice en chef du patrimoine au musée Rodin
- Reine-Marie Paris - historienne de l’art
- Amélie Simier - directrice du musée Rodin[3]

### Fuite à Varennes: la folle cavale de Louis XVI

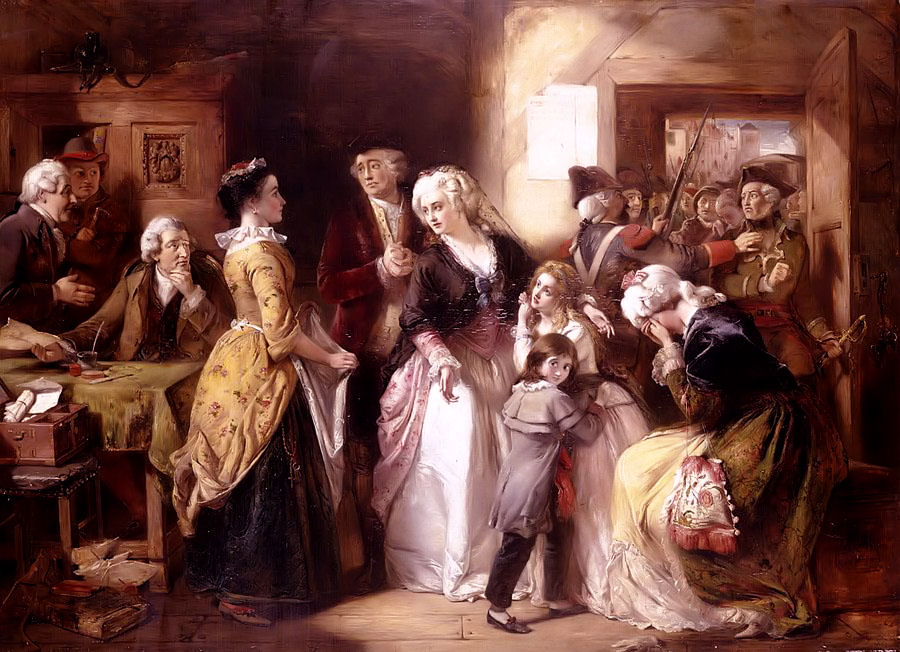
L’arrestation du roi et de sa famille à Varennes. Toile de Thomas Falcon Marshall (1854).

#### Description
Ce numéro revient sur la Fuite de Varennes, un épisode marquant de la Révolution française, durant lequel le roi de France Louis XVI, la reine Marie-Antoinette et leur famille tentèrent de rejoindre le bastion royaliste de Montmédy. Arrêtés en cours de route à Varennes-en-Argonne, les membres de la famille royale sont finalement ramenés à Paris par les révolutionnaires,.
L'émission revient sur la panique succède et la surprise que provoque le départ en pleine nuit du roi du Palais des Tuileries.
Elle raconte les péripéties du voyage de la famille royale ainsi que les erreurs qui ont mené à son arrestation.
Elle raconte enfin comment cet épisode va entraîner une cassure entre le roi et le peuple français, qui se sent à la fois trahi et abandonné par son souverain, et mener à l'exécution du roi et de la reine en 1793.

#### Première diffusion
- France : 15 mars 2023

#### Lieux de tournage
Parmi les lieux visités par l'émission, on retrouve notamment :
- Le château de Versailles
- Le musée du Louvre
- Le musée Carnavalet
- La Bibliothèque nationale de France[5]
- Le musée de Varennes[6]

#### Liste des principaux intervenants
- Cécile Berly - historienne
- Évelyne Lever - historienne
- Marie-Hélène Baylac - historienne
- Jean-Christian Petitfils - historien
- Jean Tulard - historien
- Joëlle Chevé - historienne
- Élisabeth de Feydeau - historienne du parfum
- Philippe Séguy - écrivain
- Dominique Zachary - écrivain
- Charles-Éloi Vial - conservateur à la Bibliothèque nationale de France
- Anne-Laure Sol - conservatrice au musée Carnavalet
- Catherine Gougeon - conservatrice au musée du Louvre
- Nathalie Piquart - guide
- Dominique Antérion - chargé des collections à la Monnaie de Paris[5]

### D’Artagnan, le mousquetaire du Roi-Soleil!

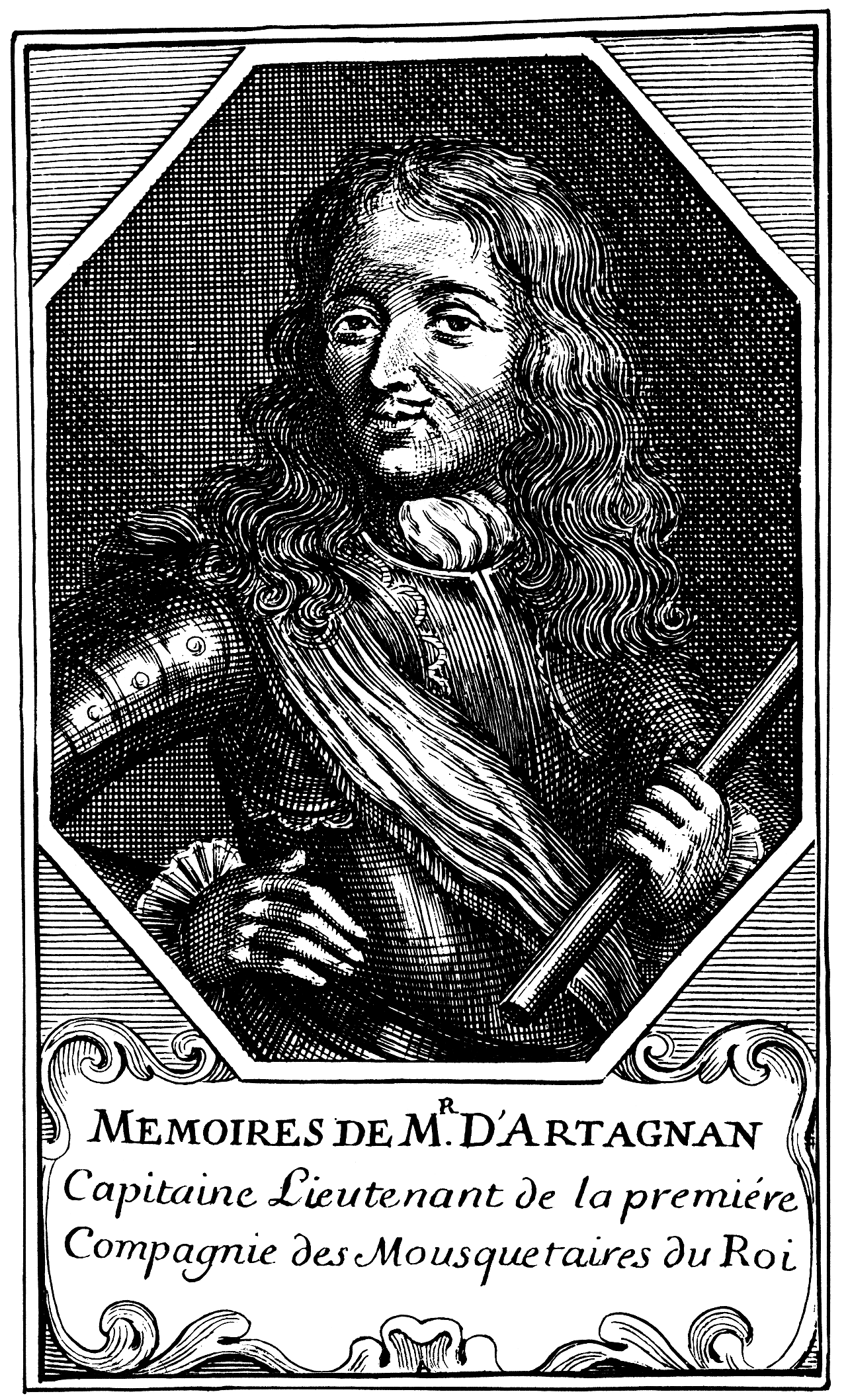
Portrait de d'Artagnan par Gatien de Courtilz de Sandras.

#### Description
À l'occasion du 350e anniversaire de sa mort, cette émission brosse le portrait de l'homme de guerre français Charles de Batz de Castelmore, dit d'Artagnan, qui fut notamment chargé par le roi Louis XIV d'arrêter le surintendant des Finances Nicolas Fouquet,.
Elle décrypte notamment son rôle au sein de la cour et la façon dont il devient l'homme de confiance de du cardinal Mazarin, puis de Louis XIV,.
Elle raconte enfin comment Alexandre Dumas s'inspira de ses mémoires afin d'imaginer son personnage de d'Artagnan, le héros de son célèbre roman Les Trois Mousquetaires.

#### Première diffusion
- France : 12 avril 2023

#### Lieux de tournage
Parmi les lieux visités par l'émission, on retrouvera notamment :
- Le Musée de l'Armée à Paris
- La Maison d'Adam
- La Maison Louis XIV
- Le château d’Anne-Charlotte de Chanlecy
- le château de Castelmore à Lupiac
- Le Centre Céramique et l'église de Wolder à Maastricht[7]
- différents lieux de la commune de Sainte-Croix-en-Bresse[7]
- différents lieux de la ville de Lille : la Noble Tour, les rues du Vieux-Lille, la Citadelle de Lille et le Palais des Beaux-Arts

#### Liste des principaux intervenants
- Odile Bordaz - historienne et biographe de d'Artagnan
- Jean-Christian Petitfils - historien
- Julien Wilmart - docteur en histoire, spécialiste des Mousquetaires du roi
- Philip Mansel - historien
- Camille Desenclos - historienne de la cryptographie, cryptographe
- Olivier Renaudeau - conservateur – Musée de l’Armée
- Adeline Guillemaut - présidente de l’Association d'Artagnan
- Henri Leremboure - propriétaire de la « Maison Louis XIV »
- Myriam Touati - guide-conférencière de la ville de Saint-Jean-de-Luz
- Miguel Telleria-Adam - directeur de la Maison Adam
- Jacques Lapart - président de la société archéologique du Gers
- François Royal - conservateur – Service historique de la Défense
- Sébastien Bontemps - chargé de valorisation du patrimoine – Musée de l’Armée
- Comte Éric de Varax - propriétaire du château d’Anne-Charlotte de Chanlecy
- Wim Dijkman - archéologue et conservateur – Centre Céramique de Maastricht
- Christine Jouishomme - experte graphologue, graphologue[9]

### Nostradamus, ou comment prédire son avenir

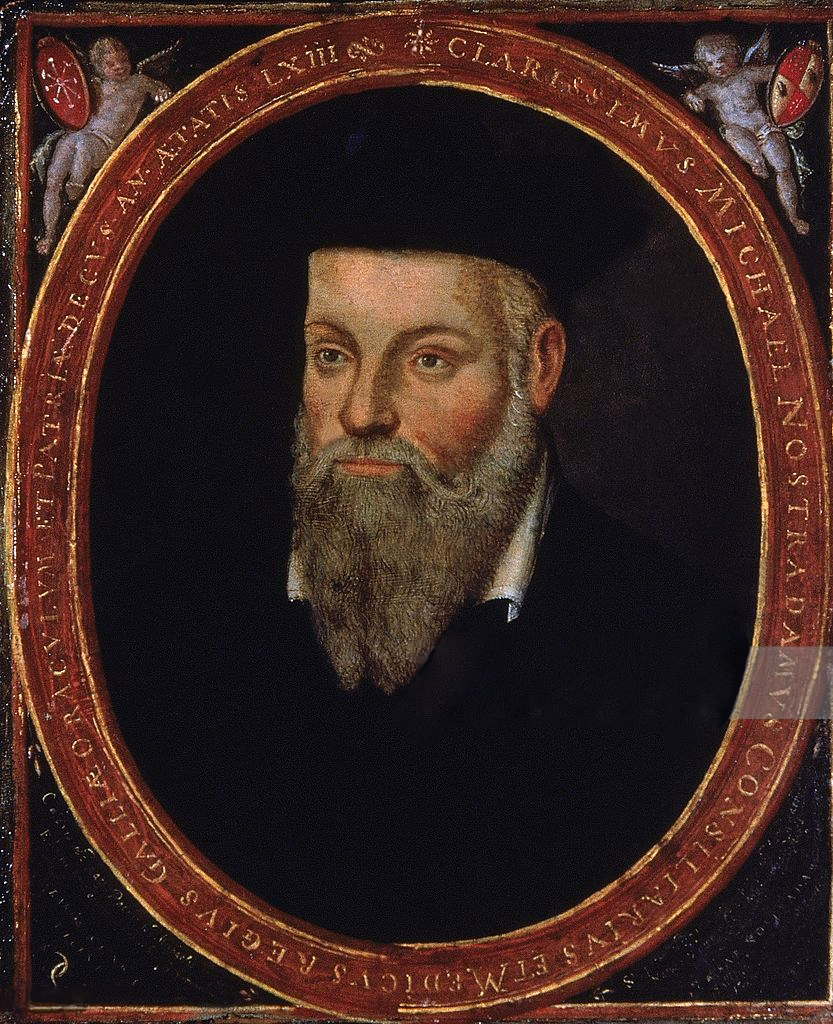
Portrait de Nostradamus (vers 1614) par César de Nostredame.

#### Description
Ce numéro se penche sur le destin de Nostradamus, célèbre apothicaire et auteur français du XVIe siècle,.
L’émission s’intéresse à ses origines italiennes, sa passion pour les sciences occultes, son arrivée à la cour de France ainsi qu'à ses activités de médecin royal pour le compte de la reine Catherine de Médicis.
Elle brosse le portrait d’un homme aux capacités multiples, à la fois apothicaire, herboriste, docteur en médecine et fabricant de produits cosmétiques.
L’émission s’intéresse en particulier à ses relations avec la reine Catherine de Médicis qui l'appelle à la cour du château de Blois en 1555 et dont la chambre est voisine de la sienne.
Le programme s’attarde enfin sur ses célèbres almanachs ainsi que sur ses relations avec les têtes couronnées qui lui demandent des horoscopes et prédictions.
Il s'agit d'une mise à jour d'une émission qui traitait déjà de ce sujet lors de deuxième saison de l'émission en 2008 alors au format de une heure et diffusé le dimanche après-midi, intitulée Nostradamus : prophète ou imposteur ?.

#### Première diffusion
- France : 17 mai 2023

#### Accueil critique
La journaliste Anne-Louise Sevaux de Ouest-France note : 

« Comme souvent dans Secrets d’histoire, les reconstitutions sont un peu kitsch. Elles le sont peut-être encore plus dans cet épisode où il est question de magie et de prophétie ! Ça fait sourire mais ça permet aussi de comprendre et d’apprécier ces nombreuses anecdotes sur Nostradamus et sur l’histoire de France en général. »

#### Lieux de tournage
Parmi les lieux visités par l'émission, on retrouve notamment :
- le Château de l'Empéri
- le Château de Blois
- la Maison de Nostradamus à Salon-de-Provence[10].

#### Liste des principaux intervenants
- Mireille Huchon - biographe
- Patrice Boudet - historienne
- Joëlle Chevé - historienne
- Jean-François Solnon - historien
- Hervé Drévillon - historien
- Pascal Lacrocq - écrivain
- Sylvain Bouchet - historien
- Jacqueline Lallement - ancienne conservatrice du musée Nostradamus[12]

### Jean-Paul II, l'athlète de Dieu

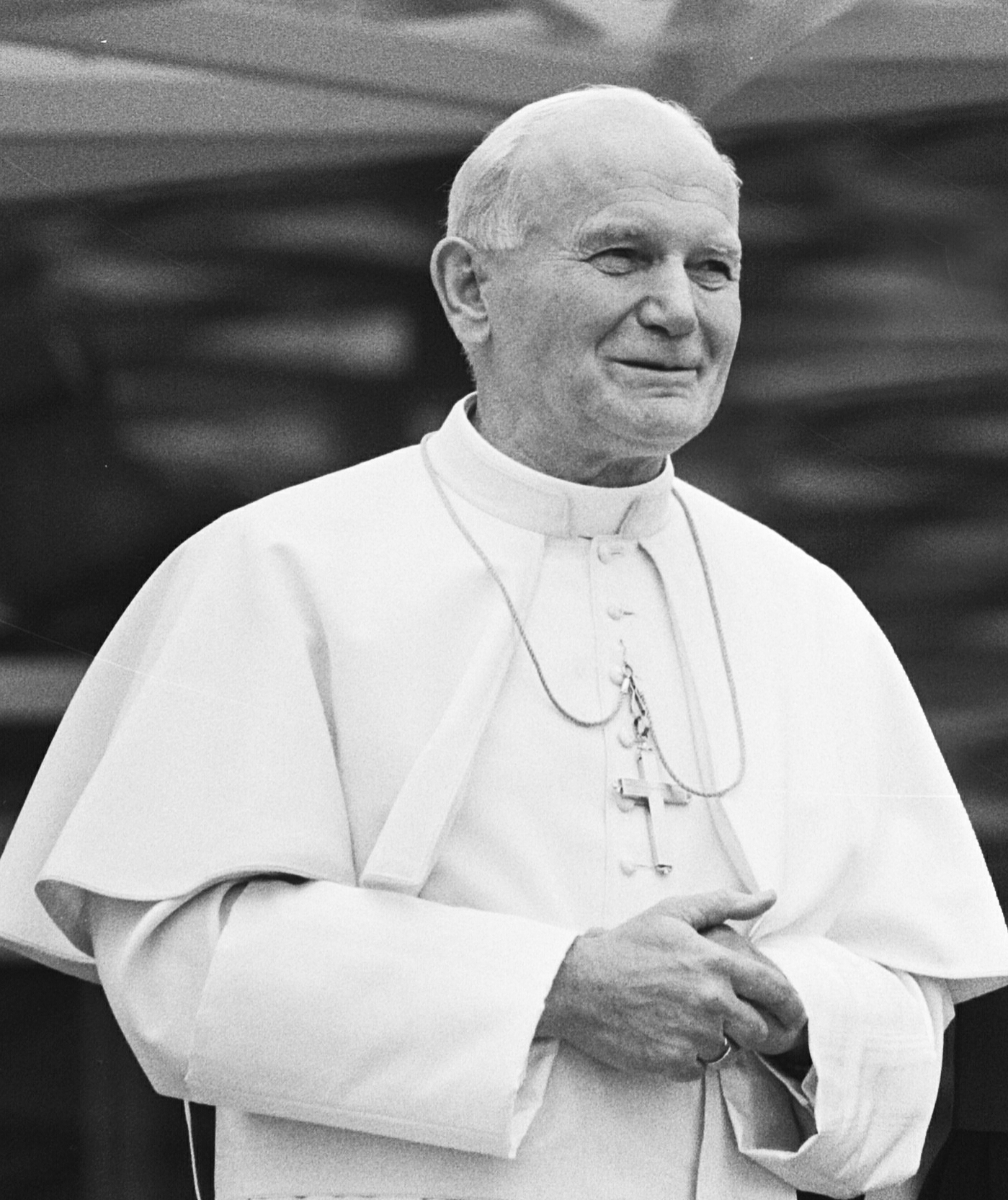
Jean-Paul II en 1985.

#### Description
Cette émission brosse le portrait de Karol Józef Wojtyła, prêtre polonais et 264e pape de l’Église catholique de 1978 à 2005 sous le nom de Jean-Paul II. Canonisé en 2014, il est appelé saint Jean-Paul II par les catholiques.
L'émission revient sur son enfance, son éducation catholique et traditionnelle, mais également sa passion pour la poésie, la musique ou encore le théâtre.
Elle revient également sur ses combats, sa vocation, mais aussi sur la manière dont son pontificat a marqué l’histoire de l’Église catholique,.

#### Première diffusion
- France : 27 septembre 2023

#### Lieux de tournage
Parmi les lieux visités par l'émission, on retrouvera notamment :
- La ville de Wadowice en Pologne, où il est né[14].
- Le Musée du Louvre
- Les Musées du Vatican
- Le Sanctuaire de Notre-Dame de Fatima[15]

#### Liste des principaux intervenants
- Lech Wałęsa - homme d'État polonais et cofondateur du mouvement Solidarność
- Christophe Dickès - Historien, spécialiste du catholicisme contemporain et du Saint-Siège.
- Krzysztof Stopka - historien - Université Jagellon
- Régis Burnet - Historien
- Serge Legat - Historien
- Sara Vitacca - Historienne
- Bernard Lecomte - journaliste, écrivain et biographe de Jean-Paul II
- Caroline Pigozzi - journaliste et écrivaine
- Alain Vircondelet - écrivain, universitaire et biographe de Jean-Paul II
- Marco Politi - écrivain
- Marco Daniel Duarte - Directeur du musée du Sanctuaire de Fatima
- Père Carlos Cabecinhas - Recteur du Sanctuaire de Fatima
- Vincent Delieuvin - Conservateur en chef - Musée du Louvre
- Sandro Barbagallo - Conservateur des collections historiques - Musées du Vatican
- Jan Franczyk - Rédacteur en chef du journal Głos
- Valentina Alazraki-Crastich - Journaliste, Noticieros Televisa - Mexique
- François Vayne - journaliste
- Romilda Ferrauto - Ancienne rédactrice en chef - Section francophone de Radio Vatican
- Marc Brincourt - Ancien rédacteur en chef service photo de Paris-Match
- Monseigneur Renato Boccardo - Archevêque de Spolète et de Norcia - Ombrie
- P. Adamo Dzwigon - Congrégation des Résurrectionnistes
- Iacopo Scaramuzzi - Journaliste, La Repubblica - Italie
- P. Bugoslaw Turek - Sous-secrétaire du Dicastère pour la Cause des Saints[15]

### Vercingétorix, le premier des Gaulois

Vercingétorix jette ses armes aux pieds de Jules César (tableau de Lionel Royer).

#### Description
Cette émission retrace le destin de Vercingétorix, un roi du peuple celte des Arvernes, qui fédéra une partie des peuples gaulois afin de se révolter contre les troupes romaines de Jules César au cours de la Guerre des Gaules,.
L'émission présente également le quotidien de la civilisation gauloise, ses habitats, son artisanat, ses croyances et ses coutumes ancestrales, dont font partie les druides.
Elle fait également découvrir le village gaulois de Rieux-Volvestre, qui a été reconstitué près de Toulouse.

#### Première diffusion
- France : 18 octobre 2023

#### Lieux de tournage
Parmi les lieux visités par l'émission, on retrouvera notamment 
- Le MuséoParc Alésia[17]
- le Village gaulois à Saint-Julien-sur-Garonne[20]
- le Musée d'Archéologie nationale de Saint-Germain-en-Laye
- le Musée archéologique de la bataille de Gergovie
- la Cité de l’Histoire[19]

#### Liste des principaux intervenants
- Jean-Luc Blanchard - fondateur du Village gaulois – L'Archéosite[20]
- Christian-Georges Schwentzel – Historien
- Virginie Girod – Historienne
- Yann Le Bohec - Historien
- Soline Anthore-Baptiste – Historienne
- Nicolas Baptiste – Historien
- Guillaume de Méritens de Villeneuve – Historien
- Laurent Olivier – archéologue et historien français.
- Jean Louis Brunaux – archéologue français spécialiste de la civilisation gauloise.
- Matthieu Poux – archéologue
- Dominique Garcia – archéologue et historien
- Franck Ferrand – Directeur de la Cité de l’Histoire
- Vincent Guichard – Directeur général Bibracte
- Claude Grapin – Conservateur départemental du patrimoine / Conseil départemental de la Côte-d’Or
- Claire Iselin – Directrice de Lugdunum – Musée et théâtres romains
- Andrea Fochesato – Archéologue Bibracte
- Sylvia Repac – Artisan, reconstitution du travail du cuir
- Samuel Méric – Artisan dinandier – Le Village Gaulois – L'Archéosite
- Arnaud Pocris – Directeur culturel du musée de Gergovie
- Sophie Staklin – Médiatrice culturelle Muséoparc Alésia
- Alexandre Dechaumes – Artisan boisilleur – Le Village Gaulois – L'Archéosite[19]

#### Accueil critique

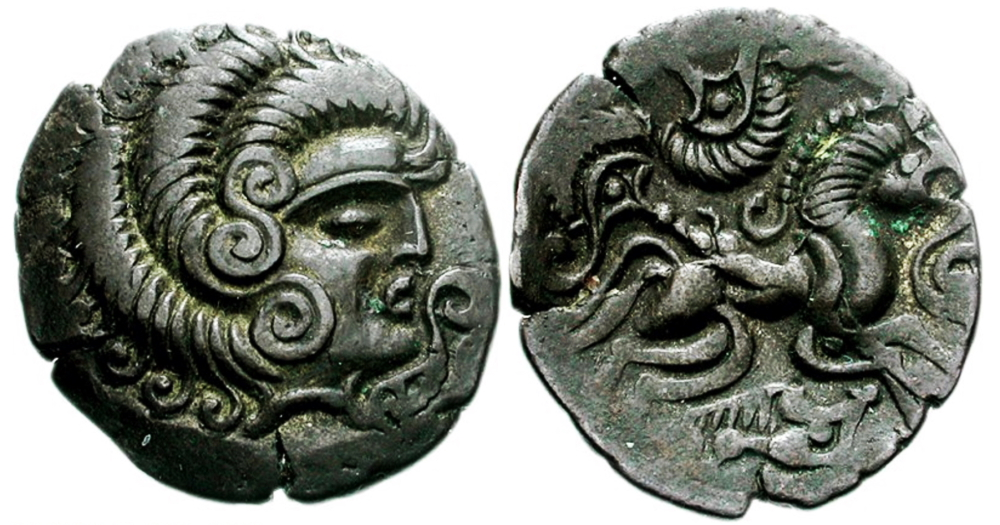
Pièce de monnaie de Curiosolites (peuple gaulois) montrant une tête et un cheval stylisés.

Au delà de la figure de Vercingétorix, Ouest-France note que l'émission offre un aperçu intéressant de la civilisation gauloise :

« Vercingétorix est devenu, au fil du XIXe siècle, un totem de l’Histoire de France, une icône patriotique mise au service de l’unité nationale. Secrets d’Histoire aurait pu en rester là et souligner le sens politique de Vercingétorix pour convaincre les tribus gauloises de le suivre pour renvoyer les Romains chez eux. […] Mais l’émission présentée par Stéphane Bern va bien au-delà. Elle saisit l’occasion pour mettre en scène la civilisation gauloise beaucoup plus riche et développée que l’on pourrait le croire. Elle montre l’organisation politique des Gaulois, leur savoir-faire en matière d’architecture, d’artisanat ou du travail des métaux. »

### Napoléon III: Le dernier Empereur des Français

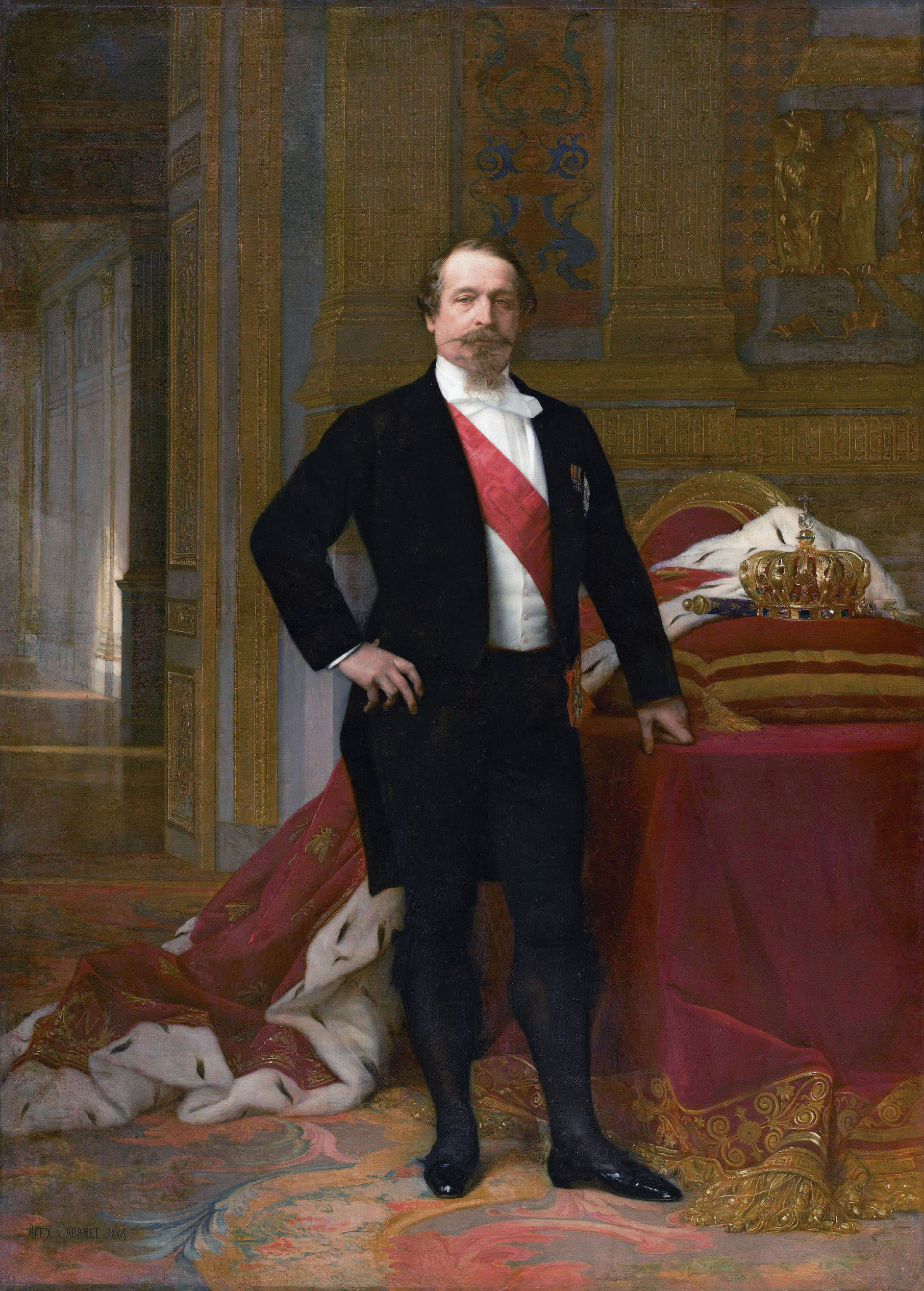
Napoléon III par Alexandre Cabanel, 1865.

#### Description
Cette émission brosse le portrait de Napoléon III, premier président de la République française puis empereur des Français de 1852 à 1870.
L'émission revient sur ses origines familiales, son périple dans différents pays (en Angleterre, aux États-Unis ou encore Suisse) ainsi que sur son évasion de la prison d’État du fort de Ham, déguisé en maçon.
Elle revient également sur son règne marqué par l’arrivée des voies de chemins de fer, mais aussi les premières lois sociales, ainsi qu'une explosion artistique et intellectuelle.

#### Première diffusion
- France : 22 novembre 2023

#### Lieux de tournage
Parmi les lieux visités par l'émission, on retrouve notamment 
- le Château de Compiègne[21].
- le Château d’Arenenberg
- le Château de Malmaison
- le Château de Fontainebleau
- le Musée Carnavalet[22].

#### Liste des principaux intervenants
- Éric Anceau - historien
- Juliette Glikman - historienne
- Xavier Mauduit - historien
- Edward Shawcross - historien
- Joëlle Chevé - historienne
- Maxime Michelet - historien
- Étienne Chilot - historien
- Alain Carteret - historien de la ville de Vichy
- Alain Goldcher - historien de la santé des Bonaparte
- Edward Hilary Davis - auteur
- Nicolas Chaudun - écrivain
- Christina Egli - directrice adjointe du musée Napoléon – château d’Arenenberg
- Isabelle Tamisier-Vétois - conservatrice en chef, château de Malmaison
- Muriel Barbier - conservatrice en chef, Mobilier national
- Thomas Cazentre - conservateur, Départements des manuscrits – BNF
- Anne Dion - conservatrice, musée du Louvre
- Vincent Cochet - conservateur en chef, château de Fontainebleau
- Ulysse Jardat - conservateur, musée Carnavalet
- Sylvie Aubenas - directrice, Département des estampes et de la photographie – BNF
- Rodolphe Rapetti - directeur, château de Compiègne
- Laure Chabanne - conservatrice, musée du Second Empire - château de Compiègne
- Armelle Bernard - directrice de l'Innovation, Eau de Paris
- Mélanie L'Hénoret - animatrice du patrimoine[22]

### Vatel, Carême, Escoffier: à la table des rois!

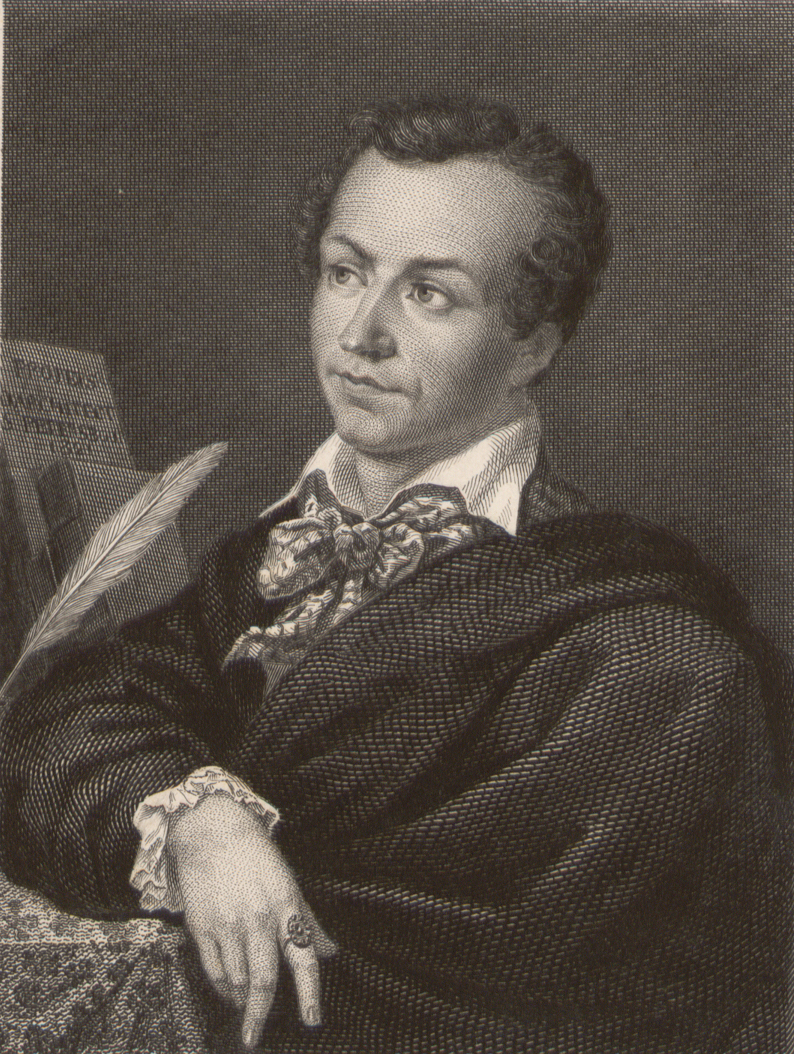
Portrait de Marie-Antoine Carême.

#### Description
Ce numéro spécial est consacré aux grands cuisiniers royaux que sont François Vatel, Marie-Antoine Carême et Auguste Escoffier, qui ont marqué leur époque par leur cuisine et qui ont servis les grands de leur époque.

#### Première diffusion
- France : 13 décembre 2023

#### Lieux de tournage
Parmi les lieux visités par l'émission, on retrouve notamment :
- Le Château de Chantilly
- Le Château de Vaux-le-Vicomte
- Le Pavillon Royal[23]

#### Liste des principaux intervenants
- Thierry Marx - chef cuisinier
- Yves Camdeborde - chef cuisinier
- Olivier Lainé - chef pâtissier, École Ritz Escoffier
- César Troisgros - chef du restaurant Le Bois sans feuilles
- Bastien Blanc-Tailleur - chef pâtissier
- Giuliano Sperandio - chef du restaurant Le Taillevent, chef cuisinier
- Michel Escoffier - arrière-petit-fils d’Auguste Escoffier
- Franck Ferrand - directeur de la Cité de l'Histoire
- Philippe Séguy - écrivain
- François-Régis Gaudry - écrivain et critique gastronomique
- Mathieu Deldicque - directeur du musée Condé - Château de Chantilly
- Ascanio De Vogüé - directeur général Château de Vaux-le-Vicomte
- Jean-Christian Petitfils - historien
- Virginie Girod - historienne
- Joëlle Chevé - historienne
- Alexandre De Vogüé - copropriétaire Château de Vaux-le-Vicomte
- Marie-Pierre Rey - historienne et biographe d'Antonin Carême
- Pascal Ory - historien
- Alexandra Loske - conservatrice du Pavillon Royal
- Arnaud Leblin - directeur du patrimoine - Groupe Ritz[23]

## Diffusion
L'émission est diffusée en prime-time sur France 3 à partir du 18 janvier 2023. Chaque numéro dure entre 1 heure 30 et 2 heures.

## Audiences
| Type   | Diffusion         | Titres                                          | Description                                                                              | Nombre de téléspectateurs | Part d'audience |
| ------ | ----------------- | ----------------------------------------------- | ---------------------------------------------------------------------------------------- | ------------------------- | --------------- |
| Inédit | 18 janvier 2023   | L'Homme au masque de fer                        | Portrait de l'Homme au masque de fer                                                     | 2 118 000                 | 10.8 %          |
| Inédit | 15 février 2023   | L'amour fou d'Auguste Rodin et Camille Claudel  | Portrait de l'histoire d'amour impossible entre Auguste Rodin et Camille Claudel         | 1 119 000                 | 6.3 %           |
| Inédit | 15 mars 2023      | Fuite à Varennes : la folle cavale de Louis XVI | Retour sur la Fuite de Varennes du roi Louis XVI pendant la Révolution française         | 1 453 000                 | 7.4 %           |
| Inédit | 12 avril 2023     | D’Artagnan, le mousquetaire du Roi-Soleil !     | Portrait de Charles de Batz de Castelmore, dit d'Artagnan                                | 2 307 000                 | 11.6 %          |
| Inédit | 17 mai 2023       | Nostradamus, ou comment prédire son avenir      | Portrait de Nostradamus                                                                  | 1 760 000                 | 8.7 %           |
| Inédit | 27 septembre 2023 | Jean-Paul II, l'athlète de Dieu                 | Portrait du pape Jean-Paul II                                                            | 1 320 000                 | 7.1 %           |
| Inédit | 18 octobre 2023   | Vercingétorix, le premier des Gaulois           | Portrait de Vercingétorix                                                                | 1 603 000                 | 8.5 %           |
| Inédit | 22 novembre 2023  | Napoléon III : Le dernier Empereur des Français | Portrait de Napoléon III                                                                 | 1 866 000                 | 9.8 %           |
| Inédit | 13 décembre 2023  | Vatel, Carème, Escoffier : A la table des rois  | Portrait des cuisiniers royaux François Vatel, Marie-Antoine Carême et Auguste Escoffier | 1 516 000                 | 7,7%            |